# Mem Pais de Carvalho
Mem Pais de Carvalho foi um fidalgo e Cavaleiro medieval do Reino de Portugal, foi senhor da Quinta de Carvalho na freguesia de São Miguel de Carvalho, actual concelho de Basto, durante o reinado do primeiro rei de Portugal D. Afonso Henriques e do seu sucessor D. Sancho I de Portugal.

## Relações familiares
Foi filho de Paio de Carvalho e pai de Paio Mendes de Carvalho